# Speocera leclerci
Speocera leclerci là một loài nhện trong họ Ochyroceratidae. Loài này phân bố ở Thailand.